# Ubuntu TV
Ubuntu TV fue un sistema operativo diseñado para televisores «Smart TV» y desarrollado por Canonical Ltd. Entre sus características ofrece grabación de programas (PVR), integración con proveedores de servicio de cable y satélite para cargar guías de programación y así organizar grabaciones de programas automatizadas, diversas aplicaciones integradas (como acceso a YouTube y otros proveedores de contenidos en línea) y una versión adaptada de la interfaz Unity. El sistema operativo fue anunciado en el Consumer Electronics Show (CES) 2012 por la empresa.